# Raphael Perez
Raphael "Rafi" Perez (en hebreo: רפי פרץ, Jerusalén, 1965) es un pintor israelí conocido por sus coloridos paisajes urbanos homoeróticos de estilo naïf.

## Biografía
Tiene dos hermanos, su gemelo, que es ingeniero industrial y el otro es diseñador de joyas. Su padre es también pintor.
Sirvió en el cuerpo de artillería de las Fuerzas de Defensa de Israel y comenzó a pintar a los 23 años. De 1989 a 1992 estudió en el Colegio de Artes Visuales de Beerseba. Desde 1995 reside en Tel Aviv.
Fue consejero y profesor de arte y deportes en un centro juvenil 15 años y en 2010 el ministerio de turismo lo contrató para carteles publicitarios.